# Amatitlania sajica
Amatitlania sajica – gatunek słodkowodnej ryby z rodziny pielęgnicowatych (Cichlidae). Bywa hodowany w akwariach. Występuje w Ameryce Centralnej w wodach na obszarze Kostaryki.

## Opis
Ryba stosunkowo spokojna i można ją trzymać z rybami podobnej o wielkości. Agresję wykazuje w okresie rozrodu.
WyglądMłode osobniki są mało barwne, dorosłe charakteryzują się szaro-brązowo-żółtą barwą z niebiesko lub fioletowo opalizującymi 8–10 pręgami, w czasie tarła pręgi te są bardziej widoczne. Pokrywy skrzelowe w kolorze żółtawym, od strony spodniej przechodzące w niebieski.
Dymorfizm płciowySamiec większy, dorastający do 12 cm, o płetwach nieparzystych w kolorze czerwonym. W wieku dojrzałym posiada na czole „garb”. Samica mniejsza, dorastająca do 8 cm, o płetwach nieparzystych w kolorze żółtym.

## Akwarium
Akwarium dla tych ryb powinno być możliwie długie, z licznymi grotami, kamieniami i żwirowym podłożem, obsadzone silnymi roślinami.
| Zalecane warunki w akwarium | Zalecane warunki w akwarium |
| --------------------------- | --------------------------- |
| Zbiornik                    | duży, minimum 80 l          |
| Temperatura wody            | 24–30°C                     |
| Twardość wody               | ok. 10°n                    |
| Skala pH                    | 6,5–7                       |
| pokarm                      | Wszystkożerny               |

PokarmW naturze odżywiają się m.in. detrytusem, dlatego mogą przekopywać akwarium w poszukiwaniu pokarmu.

## Rozród
Pary dobierają się same. W tym czasie stają się bardziej agresywne w stosunku do innych ryb. Samice składają ikrę w kolorze brązowo-czerwonym w utworzonych wcześniej dołkach z piasku, na wewnętrznych ścianach doniczek czy w kamiennych grotach. Opiekę nad ikrą i wyległym narybkiem w większości przejmuje samica. Ikra rozwija się ok. 4 dni w temperaturze 26–28 °C. Po tygodniu narybek zaczyna pływać.

## Status zagrożenia
W Czerwonej księdze gatunków zagrożonych Międzynarodowej Unii Ochrony Przyrody Amatitlania sajica został zaliczony do kategorii VU (ang. Vulnerable „narażony”).